# Сахат капија
Сахат капија је једна од многобројних на Београдској тврђави, и главни улаз у Горњи град, која заједно са Сахат кулом спада у најзначијнија и најочуванија културно-историјско знамења Горњег града.

## Положај и окружење
Сахат капија, се налази у склопу комплекса Сахат и Барокне капије са Сахат-кулом, који је инкорпориран у средњовековни бедем и...  
| „ | ...представља јединствени склоп унутар Београдске тврђаве, који се издваја различитошћу архитектуре, техника зидања и техничких решења. | ” |

## Историја
Сахат капија је настала у средњовековном бедему испод Сахат куле највероватније у периоду од 1740. до 1789. године. Укупан изглед куле и капије, са наглашеним елементима барока, непосредно сведоче о времену њеног настанка. Наиме она је настала у склопу реконструкције оштећеног југоисточног бедема, када је градњу капије започео венецијански градитељ прво у Аустриској, а потом и у Ттурској служби, Андреа Корнаро.
Током развоја комплекса две капије са Сахат кулом, прво је настао старији засведени пролаз кроз бедем – садашња Сахат капија, датован у последњу деценију 17. века, док је а млађа, сада зазидана — Барокна капија, настала у раздобљу аустријске владавине (1717–1739), док се настанак Сахат куле, изнад ових капија, приближно везује за у средину или почетак друге половине 18. века.

Сахат капија настала је крајем 17. века, у склопу реконструкције оштећеног југоисточног бедема, када је градњу започео венецијански градитељ у Аустрији, а потом и у турској служби, Андреа Корнаро, који  у том раздобљу створио старији део комплекса Сахат капије. Радове на новој капији у средишњем делу горњоградског Југоисточног бедема прекинула је турска опсада и освајање града, октобра месеца 1690. године. 
| „ | Отворено је питање како је незавршена капија брањена у току ових борби. Могло би се претпоставити да је била привремено зазидана или на неки сличан начин затворена, будући да јој портал са вратницама у тој првој етапи још увек није био изграђен. | ” |

Даљи радови, којима је за потребе Турака руководио Андреа Корнаро, настављени су већ у пролеће 1691. године. Тако је у складу са конструкцијом новог бедема настављена изградња раније започете Сахат капије. У оквиру нове спољне куртине изграђен је портал капије, који је уз мање измене остао сачуван до наших дана.
Обимне грађевинске интервенције у комплексу Сахат капије изведене су током аустријске владавине, у оквиру друге барокне реконструкције Београдске тврђаве која се одвијала у више етапа. Тако су и 
и Сахат кула и Сахат капија настале у периоду барока који био у Београду, кратког даха. Када је аустријска монархија преузела Београд она је желела да након скоро двовековног турског управљања,  грандиозним подухватима у неколико деценија владавине Београд трансформише Београд из оријенталне вароши у прави европски утврђени град. Тако је настао барокни град који је требало да буде средство пропаганде којим је монархија желела да покаже сву своју снагу и величину према непријатељу.
За време напред наведених намера Аустрије  извођени су фортификацијских радови на Београдској тврђави, у првој половини 18. века, на основу пројекта Николе Доксата де Мореза. Београдска тврђава се преуређује у модерну утврду са декоративним барокним капијама и иновативним здањима као што су Велики римски бунар и Велика барутана. Тако је у том грађевинском замаху настала Барокна капија паралелно уз Сахат капију, коју су Аустријанци изградили у оквиру југоисточног бедема, ради стварања симетрије са главном тврђавском капијом – Стамбол капијом. У том периоду Сахат капија претрпела је рушења и преправке дела затеченог објекта, и градњоу која излази из оквира фортификационе архитектуре. стр.32
После турског запоседања тврђаве 1740. године, током радова на поновној изградњи њених спољних бастионих фронтова нова аустријска капија је зазидана уз претходно уклањање каменог барокног портала. У зиду грађеном опекама, који је у равни са лицем старе куртине, озидан је један већи прозор обликом сличан прозорима на бочним просторијама. Унутрашњи лук према Горњем граду све до краја 18. века изгледа није био у целости затворен. Касније је зазидан зидом од опека у коме су се налазила два прозора. За улаз у затворени пролаз некадашње капије пробијена су врата у једној од ниша у оквиру западног бочног зида. Том приликом део свода је порушен, а потом замењен каменим блоковима од којих већина потиче од порушеног портала капије. Убрзо после зазиђивања извршено је и нивелисање терена у пролазу капије, који је био у нагибу. Овим радовима некадашњи пролаз аустријске
капије претворен је у бедемски казамат, а функцију главног улаза у Горњи град поново је преузела
старија Сахат капија.
Истовремено са зазиђивањем капије, по свему судећи, порушена је и зграда страже која се налазила
изнад њеног свода. На том простору подигнути су зидани топовски заклони испуњени земљом,
чији је првобитни број тешко било утврдити услед каснијих рушења и преправки.
Највероватније пре 1788. године, над старом капијом којој је враћена њена некадашња функција подигнута је висока Сахат кула масивне конструкције, надвишена кровом са стилским одликама турског барока.

## Архитектура
Сахат капија је једна од структура које сачињавају:
- две сукцесивно грађене капије (друга је Барокна капија), односно засведена пролаза кроз бедем, са одговарајућим бочним просторијама,
- позната Сахат кула,
- старији остаци делом порушеног средњовековног двојног горњоградског бедема.[4]

Сахат као и Барокна капија, је грађевинска структура барокног архитектонског склопа у стандарндом декоративном стилу за аустријску монархију. Грађен је у мешаном слогу опека и камена, са завршним венцем од насатично постављених опека.  Изградњом кордона висина бедема практично је изједначена са завршним венцем портала капије.
На новоформираној горњој површини бедема источно од капије подигнут је низ топовских заклона са веома прецизно грађеним зидовима од опека и земљаним испунама.
Када је Београдска тврђава поново враћена Турцима, они су у складу са одредбама Београдског мира из 1739. године, преградним зидом затворли барокну аустријску капију југоисточног бедема Горњег града и поново отворили капију из Корнаровог доба – данашњу Сахат капију.

## Обнова
Сахат кула је обновљена средином 19. века, тако да Сахат кула и Сахат капија спадају у малобројне објекате на Београдској тврђави који нису претрпели значајнија оштећења, и данас чувају сва аутентична архитектонска и стилска обележја тог историјског раздобља.